# Radijativna zona
Radijativna ili radijaciona zona je osnovni deo Sunčeve unutrašnjosti, pored jezgra i konvektivne zone koji se proteže do oko 25% do 70% poluprečnika Sunca u oblasti između jezgra i tahoklinom (tanke oblasti koja odvaja radijativnu od konvektivne zone).

## Protok energije
U radijativnoj zoni energija proizvedena u jezgru se prenosi zračenjem, tj. radijacijom u vidu elektromagnetnih talasa, tj. nosioci zračenja su fotoni. Ova oblast je prostran region visoke jonizacije veoma gustih gasova, sa ogromnim fluksom Gama zraka nastalih u Sunčevom jezgru. Zbog velike gustine materije, Gama-zraci u ovoj zoni počinju da interaguju sa materijom već posle samo 1 mm svog kretanja u proseku, a sa tim interakcijama počinju da gube energiju i nastavljaju da se prostiru sa manjom energijom (kao Gama zraci ili X-zraci). Zbog drastičnog smanjenja energije, Gama zracima je potrebno 171 hiljada godina kako bi krećući iz Sunčevog jezgra napustili Sunce.
U radijativnoj zoni promena temperature kao funkcija poluprečnika (temperaturni gradijent) opada sa 15 miliona Kelvina u blizini jezgra do 1,5 miliona Kelvina nedaleko od tahoklina. Ovo opadanje, tj. temperaturni gradijent je dat formulom:
{\displaystyle {\frac {{\text{d}}T(r)}{{\text{d}}r}}\ =\ -{\frac {3\kappa (r)\rho (r)L(r)}{(4\pi r^{2})(16\sigma )T^{3}(r)}},}
gde je κ(r) koeficijent neprozirnosti, ρ(r) je gustina materije, L(r) je luminoznost, a σ Štefan-Bolcmanova konstanta.

## Odnos sa drugim delovima unutrašnjosti Sunca
Jezgro i radijativna zona rotiraju drugačije nego konvektivna zona, jer se oni okreću uniformno poput krutog tela, dok konvektivna zona okarakterisana diferencijalnom rotacijom.
Sunčeva radijativna zona se proteže od jezgra do 70% njegove dubine. Kod zvezda manjih od Sunca, temperature materije su manje, što za posledicu ima širu konvektivnu zonu i užu radijativnu. Kod najmanjih i najhladnijih zvezda, konvektivna zona se proteže čak od jezgra i one uopšte nemaju radijativnu zonu. S druge strane, kod većih i toplijih zvezda od Sunca raste radijativna zona, tako da kod najtoplijih zvezda energija nastala nuklearnim reakcijama u jezgru prenosi se samo zračenjem, a nema provođenja.

## Spoljašnje veze
- Simulacija radijativne zone Архивирано на веб-сајту  (16. новембар 2015) (Univerzitet Južnog Velsa)
- Simulacija temperaturne i gustinske zavisnosti od poluprečnika u radijativnoj zoni Архивирано на веб-сајту  (16. новембар 2015) (Univerzitet Južnog Velsa)

## Literatura
- Opšta astrofizika, Vukićević-Karabin Mirjana, Atanacković Olga, pp. 208, 2010, Zavod za udžbenike i nastavna sredstva  978-86-17-16947-1